# Черково
Черко́во (болг. Черково) — село в Бургаській області Болгарії. Входить до складу общини Карнобат.

## Населення
За даними перепису населення 2011 року у селі проживали 186 осіб.
Національний склад населення села:
| Національність   | Кількість осіб | Відсоток |
| ---------------- | -------------- | -------- |
| болгари          | 150            | 80,6%    |
| цигани           | 15             | 8,1%     |
| турки            | 5              | 2,7%     |
| Всього відповіли | 186            |          |

Розподіл населення за віком у 2011 році:
Динаміка населення: